# 7-я гвардейская ракетная дивизия

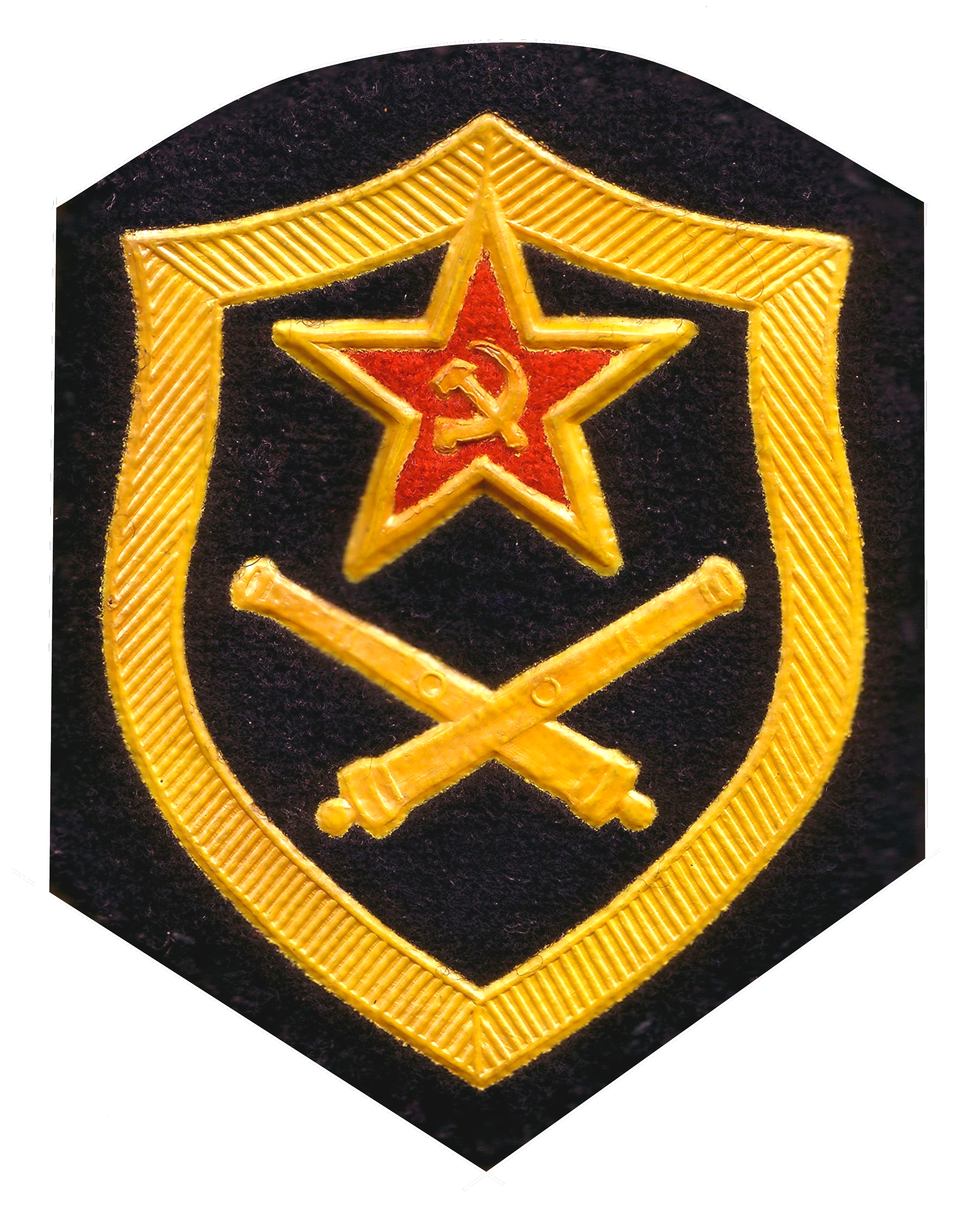
Нарукавный знак РВСН ВС СССР.

7-я гвардейская ракетная Режицкая Краснознамённая дивизия — гвардейское формирование (соединение, ракетная дивизия) в составе 27-й гвардейской ракетной армии ракетных войск стратегического назначения (РВСН) вооружённых сил СССР и России, дислоцирующаяся в ЗАТО «Озёрный» Бологовского района Тверской области России.
Условное наименование — войсковая часть 14245.
Сокращённое наименование — 7 гв. рд.

## История дивизии
14 июля 1943 года на базе 79-го гвардейского пушечного артиллерийского полка в районе Старой Руссы была сформирована 19-я отдельная гвардейская пушечная артиллерийская бригада. 27 июля 1944 года за мужество и героизм личному составу в боях за освобождение города Резекне бригаде объявлена благодарность верховного главнокомандующего, и присвоено почётное звание «Режицкая».
В период Великой Отечественной войны бригада с боями прошла от Старой Руссы до Салдуса (Латвия). На протяжении всей войны бригадой командовал полковник М. И. Соколов. Действия всего личного состава бригады были высоко оценены верховным главнокомандующим. 1.200 человек были награждены правительственными наградами.
В соответствии с директивой министра обороны Союза ССР от 25 мая 1960 года в июне 1960 года на базе 19-й гвардейской пушечной артиллерийской Режицкой бригады, передислоцированной из населённого пункта Гатчина, была сформирована 7-я ракетная инженерная бригада с дислокацией в посёлке Выползово Калининской области (Бологое-4). Формирование шло на жилом фонде 25-й смешанной авиационной дивизии 6-й отдельной армии ПВО. Командиром ракетной бригады был назначен гвардии полковник П. П. Уваров. Численность бригады достигала 9.000 человек (солдаты и сержанты). Первоначально бригада входила в состав 46-го учебного артиллерийского полигона, а с 10 марта 1961 года вошла в состав 3-го отдельного гвардейского ракетного корпуса.
Первым был сформирован ракетный полк (в/ч 14264) из трёх дивизионов: два с наземными пусковыми установками и один с шахтной пусковой установкой. 30 ноября 1960 года командир бригады доложил главнокомандующему о завершении формирования ракетной бригады — в/ч 14245. С начала 1961 года началась плановая учёба с ракетой Р-5.
Директивой министра обороны СССР от 30 мая 1961 года 7-я ракетная бригада преобразована в 7-ю ракетную дивизию центрального подчинения. 14 апреля 1961 года соединению с целью сохранения боевых традиций и памяти о боевых заслугах, совершённых воинами 19-й отдельной гвардейской пушечной артиллерийской бригады в годы Великой Отечественной войны, было присвоено почётное наименование «гвардейское Режицкое». В состав дивизии входили: 4 ракетных полка (войсковые части 14264, 14474, 14420, 14443), ремонтная техническая база (ртб), узел связи, обеспечивающие подразделения. Годовой праздник был оставлен прежний — 14 июля 1943 года. 16 июля 1961 года соединению вручено Красное Знамя.
16 августа 1961 года дивизион капитана 3-го ранга Л. С. Швыгина на полигоне Капустин Яр произвёл первый в истории дивизии пуск ракеты Р-5 (8К51), получив оценку «хорошо». В декабре 1962 года боевым расчётом первого дивизиона одного из ракетных полков (в/ч 14264) на полигоне Байконур проведён первый пуск штатной для дивизии ракеты Р-16 (8К64).
11 февраля 1963 года первый дивизион (БСП-12) заступил на боевое дежурство (БД) с двумя Р-16 с наземными пусковыми установками. Всего в 1963-1964 годах на БД заступило шесть дивизионов (БСП): четыре с наземными ПУ и два с шахтными.
24 мая 1963 года вскоре после окончания Карибского кризиса в обстановке строжайшей секретности дивизию посещали Н. С. Хрущёв, кубинский лидер Фидель Кастро, министр обороны СССР Маршал Советского Союза Р. Я. Малиновский и главнокомандующий РВСН Маршал Советского Союза Н. И. Крылов. Хрущёв знакомил Кастро с новой ракетой Р-16.
20 марта 1964 года дивизия вошла в состав 3-го отдельного гвардейского ракетного корпуса с ракетами Р-16 (8К64). В июне 1964 года на базе дивизионов сформированы ракетные полки Р-16: в/ч 14264, 07382, 12408, 14474, 57388, 74201, 14420, 68528. БСП полков располагались рядом с границами Тверской и Новгородской областей.
С 1965 года в дивизии началась подготовка к строительству БСП ракетных комплексов нового поколения с ШПУ отдельных стартов («ОС»). Во исполнение директивы генерального штаба от 31 марта 1966 года сформированы 6 ракетных полков «ОС» с ракетами УР-100 (8К84). В 1967 году первый «ОС»овский полк заступил на БД (в/ч ______).
1 ноября 1967 года награждена памятным Знаменем ЦК КПСС, президиума верховного совета СССР и совета министров СССР за успехи в ратном труде в честь 50-летия Великой Октябрьской социалистической революции.
С апреля 1970 года по 30 июня 1990 года дивизия входила в состав 50-й ракетной армии (г. Смоленск). В апреле 1970 года ещё пять полков начали перевооружаться на ракетный комплекс с УР-100.
С 1973 года начаты работы по снятию с боевого дежурства УР-100 и постановке на БД новых комплексов 15П015 с ракетой МР-УР-100 (15А15) (с 1977 года заменялся на комплекс 15П016 с МР-УР-100У). Первый полк с ракетой 15А15 заступил на БД 6 мая 1975 года. За период с 15 октября 1975 года по 3 октября 1978 года на дежурство встали ещё 8 полков, сменивших Челомеевскую УР-100 на Янгелевскую МР-УР-100.
30 апреля 1975 года указом президиума верховного совета СССР дивизия награждена орденом Красного Знамени.
3 октября 1978 года встали на БД два ракетных полка с модернизированным комплексом 15П016 с ракетой МР-УР-100У.
14 декабря 1979 года дивизия была награждена вымпелом министерства обороны СССР «За мужество и воинскую доблесть».
С 1982 года согласно плану генштаба часть «ОС»овских полков с МР-УР-100 снималась с дежурства и расформировывалась, часть переводилась на усовершенствованный комплекс 15П016.
С марта 1986 года на базе дивизии проводились сравнительные испытания колёсных пусковых установок 15У157 на шасси МАЗ-7906 и МАЗ-7907 (с сентября) ракетного комплекса 15П162 «Целина-2» с ракетой РТ-23УТТХ (15Ж62) массы 104,5 т. Для 8- и 12-осных шасси собственной массы по 65 тонн и грузоподъёмности по 150 тонн были построены огромные ангары и специальные участки дорог с мостами и развязками для исследования разрушающего воздействия на асфальтобетонное покрытие. Все работы проводились только в ночное время, в режиме строжайшей секретности. Испытания были завершены в сентябре 1987 года выбором ПУ на 12-осном сочленённом шасси МАЗ-7907.
В 1994 году последний «ОС»овский ракетный полк был снят с БД. В соответствии с решением совета министров России на базе одной из боевых стартовых позиций (ШПУ) в/ч 14264 организован музей ракетных войск, впоследствии расформированный. 30 декабря 1994 года первый «ОС»овский полк (в/ч 14264) был переведён на ПГРК «Тополь» с ракетой РТ-2ПМ (15Ж58). 27 декабря 1996 года на БД встал второй полк (в/ч 52642) «Тополей». Осенью 1996 года боевыми расчётами ракетных полков дивизии на полигоне Плесецк проведено два успешных учебно-боевых пуска.

## Командиры
- С мая 1960 г. по 13 апреля 1970 г. — полковник (с 22 февраля 1963 года — генерал-майор) Уваров Пётр Петрович;
- с 13 апреля 1970 г. по 21 ноября 1973 г. — генерал-майор Морсаков Юрий Степанович;
- с 21 ноября 1973 г. по 3 декабря 1977 г. — генерал-майор Волков Александр Петрович;
- с 3 декабря 1977 г. по 4 января 1982 г. — генерал-майор Иванов Евгений Степанович;
- с 4 января 1982 г. по 31 июля 1986 г. — генерал-майор Храмченков Виктор Петрович;
- с 31 июля 1986 г. по 14 июля 1998 г. — генерал-майор Грибов Александр Викторович;
- с 14 июля 1998 г. по 4 июля 2000 г. — генерал-майор Абрамов Алексей Сергеевич;
- с 4 июля 2000 г. по 2006 г. — генерал-майор Шурко Анатолий Фёдорович;
- с июня 2006 г. по декабрь 2009 г. — генерал-майор Кузичкин Иван Николаевич;
- с декабря 2009 г. по май 2011 г. — полковник Галактионов Александр Михайлович;
- с июля 2011 г. по август 2013 г. — полковник Бурбин Андрей Анатольевич;
- с августа 2013 г. по апрель 2016 г. — полковник Ланкин Олег Вячеславович;
- с апреля 2016 г. — генерал-майор Рябченко Максим Владимирович;
- с декабря 2020 г. — генерал-майор Малинин Андрей Николаевич

## Состав соединения
В состав дивизии входили:
- Управление;

11 ракетных полков:
- 129-й ракетный полк (в/ч 97688) — расформирован 01.12.1989 г.;
- 222-й ракетный полк (в/ч 95835) — расформирован 01.07.1990 г.;
- 319-й ракетный полк (в/ч 52643) — расформирован 01.12.1989 г.;
- 320-й ракетный полк (в/ч 52644) — расформирован 01.12.1989 г.;
- 509-й ракетный полк (в/ч 52641) — расформирован 30.01.1990 г.;
- 510-й гвардейский ракетный Тверской полк (в/ч 52642) (площадка 3к);
- 818-й ракетный полк (в/ч 74201) (51-я площадка), — расформирован 01.12.1993 г.;
- 272-й ракетный полк (в/ч 68528) (42-я площадка), — расформирован;
- 342-й гвардейский ракетный полк (в/ч 57338) — расформирован 30.10.1990 г.;
- 256 ракетный полк (в/ч 07382) (11-я площадка, 12-я площадка), — расформирован 01.10.1993 г.;
- 41-й ракетный полк (в/ч 14264) (площадка 1С).

другие формирования:
- 1701-й отдельный батальон охраны и разведки в/ч 23859
- 281-й узел связи (в/ч 03394), с 2012 года в/ч 14245-В (УС);
- база ремонта средств связи (брсс) (в/ч 40262);
- 212-я отдельная группа регламента средств боевого управления и связи (огр сбус) в составе 1193-го центра боевого управления (цбу) (в/ч 49494) 606310, Нижегородская обл., Дальнее Константиново-5;
- 2423-я техническая ракетная база (трб) (в/ч 96778) (площадки 5, 6);
- 1501-я ремонтно-техническая база (ртб) (в/ч 33787);
- 509-й отдельный инженерно-сапёрный батальон (оисб) (в/ч 03071);
- 41-я эксплуатационно-техническая комендатура (в/ч 63627), пос. Озёрный, ул. Советская, д. 7;
- 29-я отдельная вертолётная эскадрилья (овэ) (в/ч 65177) — расформирована в декабре 2001 года;
- группа регламента и ремонта средств боевого управления и связи (ГРР СБУС)
- батальон охраны и разведки (бор) (в/ч 14245);
- 61-я станция (фпс) (в/ч 80253);
- отдельная эксплуатационно-регламентная группа (оэрг) (в/ч 14245-Р) — расформирована;
- 3-й отдельный медико-санитарный батальон (омсб) (в/ч 46181);
- 9-я подвижная автомобильная ремонтная мастерская (парм) (в/ч 14245-Д);
- 261-й узел комплексного технического контроля (уктк) (в/ч 14245-Р);
- военная школа младших специалистов (вшмс) (в/ч 14245-В).

## Вооружение
В различные годы на вооружении дивизии стояли ракетные комплексы:
- в 1963-1977 гг. — Р-16У (8К64У);
- в 1967-1979 гг. — УР-100 (8К84);
- в 1975-1991 гг. — МР УР-100 (15А15);
- в 1978-1994 гг. — МР УР-100 УТТХ (15А16);
- с 1994 г. по н. в. — РТ-2ПМ «Тополь» (15Ж58);
- с 2017 года — планируется постановка на боевое дежурство ракет РС-24.

## Юбилей
Дата годового праздника 14 июля — день основания 19-й отдельной гвардейской пушечной артиллерийской бригады в 1943 году.